# Эз-Заказик
Эз-Зака́зик (араб. الزقازيق‎ — Эз-Закази́к, копт. ϫⲱⲕⲉϫⲓⲕ, Джокеджик, «мелкая рыба») — город в Египте, в восточной части дельты Нила, столица провинции Эш-Шаркия. Город построен на канале Бахр-Мувейс, находится к северо-востоку от Каира (в 76 км по железной дороге). Эз-Заказик является египетским центром торговли хлопком и зерном. Крупные хлопчатобумажные фабрики, офисы многочисленных европейских торговых компаний.
В Эз-Заказике родился полковник Араби-паша, который поднял восстание против правления Великобритании в 1882 году. Музей, названный в его честь, содержит некоторые интересные археологические экспонаты.
Университет Эз-Заказика — один из крупнейших университетов Египта. В Эз-Заказике также имеется филиал каирского университета Аль-Азхар.

## Древний Бубастис
Развалины древнего Бубастиса находятся в 3 км к юго-востоку от города. Бубастис был древней столицей 12-го нома, здесь проходили празднования в честь богини в кошачьем образе Баст. Бубастис — греческое название древне-египетского Пер-Бастет. Бубастис стал столицей Египта во времена XXII и XXIII династий. До сих пор сохранились остатки храмов, построенных Осорконом II и Нектанебом II. Катакомбы, в которых хоронили священных кошек, расположены позади храма Древнего царства, остатки которого сохранились со времён Пиопи I.